# Trịnh Linh công
Trịnh Linh công (chữ Hán: 鄭靈公/郑灵公; trị vì: 606 TCN–605 TCN), hay Trịnh U công, tên thật là Cơ Tử Di (姬子夷), là vị vua thứ 10 của nước Trịnh – chư hầu nhà Chu trong lịch sử Trung Quốc.
Cơ Tử Di là con trai của Trịnh Mục công – vị vua thứ 9 của nước Trịnh. Năm 607 TCN, Trịnh Mục công qua đời, Tử Di lên nối ngôi, tức là Trịnh Linh công.

## Bị giết
Từ cuối thời Mục công, nước Trịnh đã bỏ Tấn theo Sở. Cùng năm 606 TCN, Tấn Thành công lên ngôi, sai Triệu Thuẫn đem quân hỏi tội nước Trịnh.
Năm 605 TCN, nước Sở biếu Trịnh Linh công một con rùa lớn. Trịnh Linh công đãi thịt rùa cho các đại phu, công tử Quy Sinh và công tử Tống đến dự. Công tử Tống thấy tay chỉ động, nói với Quy Sinh rằng lần này sẽ được ăn vật lạ. Trịnh Linh công nghe thế bèn bỏ bớt phần của công tử Tống. Công tử Tống xấu hổ, cố nhúng tay vào nồi nấu rùa mút để tỏ ra là mình đã ăn được thịt rùa. Trịnh Linh công tức giận muốn giết công tử Tống.
Công tử Tống thấy vậy bèn bàn với công tử Quy Sinh giết Trịnh Linh công. Ban đầu Quy Sinh không chịu, nhưng sau đó đồng tình.
Mùa hè năm đó, công tử Tống và công tử Quy Sinh làm loạn giết Trịnh Linh công. Trịnh Linh công không có con. Người nước Trịnh muốn lập công tử Khứ Tật lên ngôi nhưng Khứ Tật từ chối và đề nghị lập công tử Kiên. Người nước Trịnh bèn lập công tử Kiên lên làm vua, tức Trịnh Tương công.

## Được cải thụy hiệu
Ban đầu, quyền thần là công tử Quy Sinh đặt thụy hiện cho ông là U công (nghĩa là u tối). Năm 599 TCN, Quy Sinh chết, vua mới Trịnh Tương công trị tội những người cùng cánh với Quy Sinh, cải táng cho ông và đặt thụy hiệu mới là Linh công.